# 2002-es U21-es labdarúgó-Európa-bajnokság
A 2002-es U21-es labdarúgó-Európa-bajnokság a tizenharmadik ilyen jellegű labdarúgótorna volt ebben a korosztályban, melyet 2002. május 16. és május 28. között rendeztek meg Svájcban. Az Európa-bajnoki címet Csehország szerezte meg.

## Selejtezők
A sorozatban induló 47 válogatottat 9 csoportba sorsolták. A selejtezők után a 9 csoportgyőztes és a 7 legjobb csoport második folytathatta és nyolcaddöntők keretein belül összesorsolták őket. Itt oda-visszavágós alapon megmérkőztek egymással. Az így kialakult 8 résztvevő közül választották ki később a torna házigazdáját.

## Résztvevők
| - Anglia - Belgium - Csehország - Franciaország | - Görögország - Olaszország (címvédő) - Portugália - Svájc (rendező) |

## Csoportkör
| Színmagyarázat                                                     |
| ------------------------------------------------------------------ |
| A csoportok első és második helyezettjei bejutottak az elődöntőbe. |
| A csoportok harmadik illetve negyedik helyezettjei kiestek.        |

### A csoport
| Csapat      | M | Gy | D | V | G+ | G– | Gk | P |
| ----------- | - | -- | - | - | -- | -- | -- | - |
| Olaszország | 3 | 1  | 2 | 0 | 3  | 2  | +1 | 5 |
| Svájc       | 3 | 1  | 1 | 1 | 3  | 2  | +1 | 4 |
| Portugália  | 3 | 1  | 1 | 1 | 4  | 4  | 0  | 4 |
| Anglia      | 3 | 1  | 0 | 2 | 4  | 6  | –2 | 3 |

| 2002. május 17. 20:15 |

| Anglia              | 2–1               | Svájc    |
| ------------------- | ----------------- | -------- |
| Defoe 3' Crouch 53' | (1–0) Jegyzőkönyv | Frei 58' |

| Hardturm, Zürich Játékvezető: Hanacsek Attila (magyar) |

| 2002. május 17. 20:30 |

| Olaszország   | 1–1               | Portugália  |
| ------------- | ----------------- | ----------- |
| Bonazzoli 57' | (0–0) Jegyzőkönyv | Postiga 48' |

| St. Jakob-Park, Bázel Játékvezető: Bernhard Brugger (osztrák) |

| 2002. május 20. 17:00 |

| Portugália | 0–2               | Svájc                           |
| ---------- | ----------------- | ------------------------------- |
|            | (0–0) Jegyzőkönyv | Cabanas 60' (11-esből) Frei 73' |

| Hardturm, Zürich Játékvezető: Tom Henning Øvrebø (norvég) |

| 2002. május 20. 20:30 |

| Olaszország       | 2–1               | Anglia    |
| ----------------- | ----------------- | --------- |
| Maccarone 58' 84' | (0–0) Jegyzőkönyv | Barry 64' |

| St. Jakob-Park, Bázel Játékvezető: Eduardo Iturralde González (spanyol) |

| 2002. május 22. 20:30 |

| Svájc | 0–0         | Olaszország |
| ----- | ----------- | ----------- |
|       | Jegyzőkönyv |             |

| St. Jakob-Park, Bázel Játékvezető: Jacek Granat (lengyel) |

| 2002. május 22. 20:30 |

| Portugália                                    | 3–1               | Anglia    |
| --------------------------------------------- | ----------------- | --------- |
| Teixeira 7' Makukula 20' (11-esből) Viana 69' | (2–1) Jegyzőkönyv | Smith 43' |

| Hardturm, Zürich Játékvezető: Erol Ersoy (török) |

### B csoport
| Csapat        | M | Gy | D | V | G+ | G– | Gk | P |
| ------------- | - | -- | - | - | -- | -- | -- | - |
| Franciaország | 3 | 3  | 0 | 0 | 7  | 1  | +6 | 9 |
| Csehország    | 3 | 1  | 1 | 1 | 2  | 3  | –1 | 4 |
| Belgium       | 3 | 1  | 0 | 2 | 2  | 4  | –2 | 3 |
| Görögország   | 3 | 0  | 1 | 2 | 3  | 6  | –3 | 1 |

| 2002. május 16. 19:00 |

| Franciaország        | 2–0               | Csehország |
| -------------------- | ----------------- | ---------- |
| Govou 41' Sorlin 45' | (2–0) Jegyzőkönyv |            |

| Les Charmilles, Genf Játékvezető: Erol Ersoy (török) |

| 2002. május 16. 20:00 |

| Görögország | 1–2               | Belgium                  |
| ----------- | ----------------- | ------------------------ |
| Gitas 90+2' | (0–1) Jegyzőkönyv | Daerden 33' Soetaers 83' |

| Stade Olympique de la Pontaise, Lausanne Játékvezető: Jacek Granat (lengyel) |

| 2002. május 19. 16:00 |

| Belgium | 0–1               | Csehország  |
| ------- | ----------------- | ----------- |
|         | (0–1) Jegyzőkönyv | Jiránek 19' |

| Les Charmilles, Genf Játékvezető: Felix Tangawarima (zimbabwei) |

| 2002. május 19. 16:30 |

| Görögország    | 1–3               | Franciaország           |
| -------------- | ----------------- | ----------------------- |
| Pacadzóglu 84' | (0–2) Jegyzőkönyv | Armand 37' Frau 40' 61' |

| Stade Olympique de la Pontaise, Lausanne Játékvezető: Franz-Xaver Wack (német) |

| 2002. május 21. 20:30 |

| Csehország             | 1–1               | Görögország  |
| ---------------------- | ----------------- | ------------ |
| Grygera 36' (11-esből) | (1–0) Jegyzőkönyv | Kyriazis 69' |

| Stade Olympique de la Pontaise, Lausanne Játékvezető: Hanacsek Attila (magyar) |

| 2002. május 21. 20:30 |

| Belgium | 0–2               | Franciaország                     |
| ------- | ----------------- | --------------------------------- |
|         | (0–0) Jegyzőkönyv | Daerden 74' (öngól) Luyindula 86' |

| Les Charmilles, Genf Játékvezető: Bernhard Brugger (osztrák) |

### Egyenes kieséses szakasz
|  |                    |               |            |                   |       |               |               |       |
|  | Elődöntők          | Elődöntők     | Elődöntők  |                   |       | Döntő         | Döntő         | Döntő |
|  | Elődöntők          | Elődöntők     | Elődöntők  |                   |       | Döntő         | Döntő         | Döntő |
|  | május 25. – Bázel  |               |            |                   |       |               |               |       |
|  |                    |               |            |                   |       |               |               |       |
|  | Franciaország      | Franciaország | 2          |                   |       |               |               |       |
|  | Franciaország      | Franciaország | 2          | május 28. – Bázel |       |               |               |       |
|  | Svájc              | Svájc         | 0          |                   |       |               |               |       |
|  | Svájc              | Svájc         | 0          |                   |       | Franciaország | Franciaország | 0 (1) |
|  | május 25. – Zürich |               |            |                   |       | Franciaország | Franciaország | 0 (1) |
|  |                    |               | Csehország | Csehország        | 0 (3) |               |               |       |
|  | Csehország         | Csehország    | Csehország | Csehország        | 0 (3) | 3             |               |       |
|  | Csehország         | Csehország    |            |                   |       |               |               |       |
|  | Olaszország        | Olaszország   | 2          |                   |       |               |               |       |
|  | Olaszország        | Olaszország   | 2          |                   |       |               |               |       |
|  |                    |               |            |                   |       |               |               |       |

## Elődöntő
| 2002. május 25. 18:30 |

| Franciaország             | 2–0               | Svájc |
| ------------------------- | ----------------- | ----- |
| Malbranque 62' Sorlin 70' | (0–0) Jegyzőkönyv |       |

| St. Jakob-Park, Bázel Játékvezető: Eduardo Iturralde González (spanyol) |

| 2002. május 25. 20:30 |

| Csehország                   | 3–2 (h. u.)       | Olaszország                          |
| ---------------------------- | ----------------- | ------------------------------------ |
| Rozehnal 1' Pospíšil 83' 99' | (1–0) Jegyzőkönyv | Pirlo 86' (11-esből) Maccarone 90+4' |

| Hardturm, Zürich Játékvezető: Franz-Xaver Wack (német) |

## Döntő
| 2002. május 28. 20:30 |

| Franciaország               | 0–0 (h. u.)    | Csehország              |
| --------------------------- | -------------- | ----------------------- |
|                             | ] Jegyzőkönyv] |                         |
| Büntetőpárbaj               |                |                         |
| Meriem Frau Escudé Boumsong | 1–3            | Pospíšil Grygera Skácel |

| St. Jakob-Park, Bázel Játékvezető: Tom Henning Øvrebø (norvég) |

| A 2002-es U21-es labdarúgó-Európa-bajnokság győztese |
| ---------------------------------------------------- |
| CSEHORSZÁG 1. cím                                    |

## Gólszerzők
| 3 gólos - Massimo Maccarone 2 gólos - Michal Pospíšil - Pierre-Alain Frau - Olivier Sorlin - Alexander Frei 1 gólos - Koen Daerden - Tom Soetaers - Zdeněk Grygera - Martin Jiránek - David Rozehnal - Gareth Barry - Peter Crouch - Jermain Defoe - Alan Smith | 1 gólos - Sylvain Armand - Sidney Govou - Péguy Luyindula - Steed Malbranque - Xenofon Gitas - Giorgos Kyriazis - Hrísztosz Pacadzóglu - Emiliano Bonazzoli - Andrea Pirlo - Ariza Makukula - Hélder Postiga - Filipe Teixeira - Hugo Viana - Ricardo Cabanas Öngólos - Koen Daerden (Franciaország ellen) |